# BITNET
BITNET var et telekommunikations- og computernetværk etableret i 1981. Netværket BITNET blev grundlagt af Ira Fuchs fra City University of New York (CUNY) og Greydon Freeman fra Yale University. De først etablerede netværksforbindelser forbandt derfor også City University of New York med Yale University.
BITNET gjorde det muligt at sende e-mails samt foretage interaktiv kommunikation samt transmission af filer og meddelelser mellem nettets brugere.
Den finansielle støtte fra CREN (Corporation for Research and Educational Networking) til BITNET ophørte i 1996, men selvom deltagerne blev stadig færre, fortsatte netværket med at eksistere indtil det endeligt lukkede ned i 2007.